# IC 4441
IC 4441 је спирална галаксија у сазвјежђу Вук која се налази на листи објеката дубоког неба у Индекс каталогу.
Деклинација објекта је - 43° 25' 6" а ректасцензија 14h 31m 38,8s. Привидна величина (магнитуда) објекта IC 4441 износи 11,4 а фотографска магнитуда 12,2. Налази се на удаљености од 26,9 милиона парсека од Сунца. IC 4441 је још познат и под ознакама IC 4444, ESO 272-14, MCG -7-30-2, AM 1428-431, IRAS 14284-4311, PGC 51905.